# Balance and Composure
I Balance and Composure sono un gruppo musicale statunitense proveniente da Doylestown, Pennsylvania e formatosi nel 2007.

## Storia
I Balance and Composure si formano nell'inverno del 2007, da alcuni membri di due band locali di Doylestown che si erano recentemente sciolte. Nel 2008 il gruppo autopubblica l'EP di debutto, I Just Want to Be Pure, che ottiene delle buone critiche in ambito locale ed attira sulla band l'interesse dell'etichetta indipendente californiana No Sleep Records. Firmato il contratto, la band pubblica nel 2009 un secondo EP, intitolato Only Boundaries.
Dopo uno split con i Tigers Jaw nel 2010, il 10 maggio 2011 la band pubblica il suo primo album, Separation, seguito dall'EP Acoustic l'anno seguente.
Nella primavera del 2013 la band effettua il suo primo tour da headliner negli Stati Uniti, supportata dai The Jealous Sound, facendo il sold out a Chicago, Los Angeles, Boston e New York. Il 10 settembre viene pubblicato il nuovo album dei Balance and Composure, The Things We Think We're Missing.
A gennaio del 2014 la band si reca in Canada per un breve tour supportata dai Cloakroom.
Il 14 dicembre 2017, il cantante Jon Simmons annunció che il loro imminente tour di anniversario della band sarebbe stato il loro ultimo. Il 14 gennaio 2019 annunciarono un tour di addio. Sei date sono state confermate, poi ne sono state aggiunte altre data l’alta richiesta.
I Balance and Composure suonarono il loro ultimo show a Philadelphia sabato 11 maggio 2019.
L'11 aprile 2023 la band pubblica a sorpresa il singolo Too Quick to Forgive in 7", con due nuove canzoni: Savior Mode e Last to Know. La release è stata prodotta dal collaboratore di lunga data Will Yip e pubblicata tramite la sua etichetta Memory Music. Il gruppo ha anche annunciato una serie di concerti di reunion con il supporto di Webbed Wing, Grist Mil, Fleshwater, Seahaven, Death Bells, Choir Boy e Toledo. Alla formazione si aggiunge il batterista Dennis Wilson, precedentemente dei Saves the Day.

## Formazione

### Attuale
- Jonathan Simmons – voce, chitarra ritmica (2007–2019, 2023–presente)
- Andrew Slaymaker – chitarra ritmica, cori (2007–2019, 2023–presente)
- Matthew Warner – basso (2007–2017, 2019, 2023–presente)
- Erik Peterson – chitarra solista (2010–2017, 2019, 2023–presente)
- Dennis Wilson – batteria  (2023–presente)

### Ex componenti
- Daniel Kerrigan – chitarra solista, basso (2007–2008)
- Bailey Van Ellis – batteria (2007–2019)

## Discografia

### Album
- 2011 – Separation
- 2013 – The Things We Think We're Missing
- 2016 – Light We Made
- 2024 - with you in spirit

### EP
- 2008 – I Just Want to Be Pure
- 2009 – Only Boundaries
- 2010 – Balance and Composure/Tigers Jaw (split con i Tigers Jaw)
- 2012 – Acoustic 7"
- 2013 – Braid/Balance and Composure (split con i Braid)
- 2013 – Off the Board: A Studio 4 Family Compilation
- 2016 – Postcard/Revelation 7"
- 2017 – Slow Heart 7"
- 2023 – Too Quick to Forgive 7"

## Videografia
Video musicali
- 2012 – Quake
- 2013 – Reflection
- 2013 – Tiny Raindrop
- 2016 – Postcard
- 2016 – Afterparty
- 2023 – Savior Mode